# Ready to Die (album des Stooges)
Pour l’article homonyme, voir Ready to Die.
Albums de Iggy and The Stooges
The Weirdness
(2007)
Ready to Die est le cinquième album studio du groupe américain Iggy and The Stooges, sorti le 30 avril 2013, sur le label Fat Possum Records.

## Liste des titres
| No  | Titre            | Durée |
| --- | ---------------- | ----- |
| 1.  | Burn             | 3:37  |
| 2.  | Sex and Money    | 3:18  |
| 3.  | Job              | 3:05  |
| 4.  | Gun              | 3:07  |
| 5.  | Unfriendly World | 3:46  |
| 6.  | Ready to Die     | 3:06  |
| 7.  | DD's             | 3:12  |
| 8.  | Dirty Deal       | 3:42  |
| 9.  | Beat That Guy    | 3:15  |
| 10. | The Departed     | 4:36  |